# Ковилкіно
Кови́лкіно (рос. Ковылкино, ерз. Ковёл) — місто, центр Ковилкінського району Мордовії, Росія. Адміністративний центр Ковилкінського міського поселення.

## Етимологія
Спочатку назва села була Лашма, до 17 ст. (мокш. Лашма — низина, лощина). У 1703 році було передане у володіння хрещеному татарському князю К. Н. Кашаєву і якийсь час називалося Кашаєво. Після зведення храму в ім'я Воскресіння Христового стає селом і отримує назву Воскресенська Лашма.
У 1892 році поблизу села пролягла залізниця і була відкрита станція, названа по імені землевласникові — Арапово. Селище при станції, що поглинув і Воскресенську Лашма, у 1919 році перейменований в Ковилкіно на честь члена колегії наркомату шляхів сполучення Степана Терентійовича Ковилкіна.

## Географія
Місто на лівому березі річки Мокша, притоці Оки, за 116 км на північний захід від Саранська.

## Клімат
У Ковилкіно помірно континентальний клімат, характеризується відносно холодною, морозною зимою і помірно спекотним літом. Середня річна температура +3,9 °C. Середня температура зими — -11 °C, літа — +18 °C. Найхолодніший місяць — січень, з середньою температурою -11,7 °C. Найнижча середньомісячна температура в січні складає -34°. Абсолютний мінімум дорівнює -46°. Безморозний період в середньому триває 136 днів. Липень — найтепліший місяць в році, його середня температура +19,3 °C. Середня температура місяця складає +24.9°. Протягом літа в середньому відзначається 20-30 днів з спекотною погодою і з середньодобовою температурою повітря вище +20°. Абсолютний максимум — +37°.
Середня річна сума опадів близько 500 мм. Відхилення в бік мінімального і максимального значень до 180 мм. За кількістю опадів, що випадають Ковилкіно розташоване в зоні достатнього зволоження. За рік випадає 435 мм опадів, з них 311 мм (70 %) — за квітень-жовтень і 121 мм (30 %) — за листопад-березень. Добовий максимум опадів — 128 мм. Середня місячна відносна вологість повітря найхолоднішого місяця становить 83 %, найтеплішого місяця — 69 %.
За рік спостерігається 148 днів з сніжним покривом; його середня висота 33 см, максимальна — 74 см. Глибина промерзання ґрунту становить — 56 см. Сніговий покрив утворюється в кінці жовтня. Стійкий сніговий покрив утворюється в середині листопада. Найбільшої висоти він досягає в кінці лютого. Середня висота покриву становить 39 см.
| Місяць                   | Січень | Лютий | Березень | Квітень | Травень | Червень | Липень | Серпень | Вересень | Жовтень | Листопад | Грудень | Рік |
| ------------------------ | ------ | ----- | -------- | ------- | ------- | ------- | ------ | ------- | -------- | ------- | -------- | ------- | --- |
| Середня температура (°C) | -12,3  | -11,7 | -5,9     | 4,8     | 13,1    | 17,3    | 19,2   | 17,7    | 11,6     | 4,1     | -3,0     | -8,7    | 3,9 |
| Норма опадів (мм)        | 24     | 21    | 22       | 24      | 31      | 47      | 64     | 50      | 44       | 40      | 38       | 30      | 435 |

## Історія
Ковилкіно заснований мордвою у 1237 році, під час навали монголо-татар населений пункт стає частиною Батиєвої держави «Золота орда».
З 16 липня 1928 року станційне селище Ковилкіно стає центром Ковилкінського району. У 1940 році — селище міського типу, з 3 листопада 1960 року — місто.
З 1 лютого 1963 року Ковилкіно — місто республіканського підпорядкування.
Особливо інтенсивно розвивалося місто в 70-80 роки ХХ століття. Були побудовані готель «Мокша», поліклініка, школу мистецтв та школу художників, Будинок культури на 650 місць, Центральна районна бібліотека, краєзнавчий музей. Ковилкіно — місто молодих, тому в ньому багато дитячих садів і шкіл. Після закінчення школи випускники можуть поступити в ПУ-15, будівельний технікум, Ковилкінської філія Мордовського державного університету ім. Н. П. Огарьова і отримати диплом про вищу освіту, не виїжджаючи з Ковилкіно.

## Населення
Населення — 21307 осіб (2010; 21873 у 2002).

## Промисловість
Економічний розвиток Ковилкінского район є аграрно-промисловим. Промисловий розвиток районного центру пов'язаний з будівництвом у 1960-х роках електромеханічного заводу і заводу «Автозапчастина».
В даний час в Ковилкіно працює 11 підприємств різних галузей промисловості. Основу промисловості становлять такі великі підприємства, як ВАТ «Елекс» (елеватор), спиртзавод «Ковилкінський», ВАТ «Універсал», ВАТ «Ковилкінський електромеханічний завод», ВАТ «Пекар», ВАТ «Надія» (маслосирзавод), ВАТ «Ковилкінський завод силікатної цегли», ДП «М'ясокомбінат Первомайський», торфопідприємство «Караганджей». Завод силікатної цегли — єдиний в республіці виробник силікатних блоків.